# Omini
Los ominos (Omini) son una tribu de coleópteros adéfagos de la familia Carabidae. 

## Géneros
Tiene los siguientes géneros:
- Amblycheila - Omus[1]